# Reacción electrocíclica
En química orgánica, una reacción electrocíclica o electrociclización es un tipo de transposición pericíclica donde el resultado neto es que sistema abierto cierra en un cíclico en donde un enlace pi es convertido en un enlace sigma por reordenamiento pericíclico de los electrones o vice-versa. Estas reacciones suelen no tener nombres, siendo categorizadas de acuerdo con los siguientes criterios:
- las reacciones electrocíclicas son fotoinducidas o térmicas
- el número de electrones pi en las especies con más electrones pi determinan el modo de reacción
- las reacciones electrocíclicas pueden ser un cierre de anillo (electrociclización) o una reacción de apertura de anillo
- la estereoespecificidad está determinada por el modo conrotatorio o disrotatorio en la formación del estado de transición, como está predicho por las reglas de Woodward-Hoffmann.

La torcuoselectividad en una reacción electrocíclica es la medida de la selectividad en la dirección del modo conrotatorio o disrotatorio.
La reacción de ciclización de Nazarov es una reacción electrocíclica con nombre, que convierte divinilcetonas a ciclopentenonas.
Un ejemplo clásico es la reacción de apertura de anillo térmica del 3,4-dimetilciclobuteno. El isómero cis produce exclusivamente cis,trans-2,4-hexadieno, mientras que el isómero trans produce el dieno trans,trans:
El curso de la reacción puede ser explicado en un análisis simple a través del método de los orbitales frontera: el enlace sigma en el reactante se abrirá en tral forma que los orbitales p resultantes tengan la misma simetría que el HOMO del producto (un butadieno. La única forma de conseguir esto es mediante una apertura de anillo conrotatoria, lo que resulta en signos opuestos para los lóbulos terminales..
| sistema     | Inducido térmicamente (estado fundamental) | Inducido fotoquímicamente (estado excitado) |
| ----------- | ------------------------------------------ | ------------------------------------------- |
| "4n" e-     | Conrotatorio                               | Disrotatorio                                |
| "4n + 2" e- | Disrotatorio                               | Conrotatorio                                |

Entonces, la estereoespecificidad es determinada por si la reacción procede a través de un proceso conrotatorio o disrotatorio.

## Reglas de Woodward-Hoffmann
Puede construirse diagramas de correlación, que conectan los orbitales moleculares del reactante con los del producto con la misma simetría, para los dos procesos.
Estos diagramas de correlación indican que sólo una apertura de anillo conrotatoria del 3,4-dimetilciclobuteno está permitido por la simetría, mientras que sólo una apertura de anillo disrotatoria está permitida por la simetría. Esto se debe a que sólo en estos casos puede darse el máximo traslape de orbitales en el estado de transición. Asimismo, el producto formado estaría en el estado fundamental, en vez de un estado excitado.

## Teoría de los orbitales moleculares frontera
De acuerdo con la teoría de los orbitales moleculares frontera, el enlace sigma en el anillo se abrirá de tal forma que los orbitales p resultantes tengan la misma simetría que el HOMO del producto.
Para el 5,6-dimetilciclohexa-1,3-dieno, sólo un modo disrotatorio conduciría a que los orbitales p tengan la misma simetría que el HOMO del hexatrieno. Por otra parte, para el 3,4-dimetilciclobuteno, sólo un modo conrotatorio resultaría en que los orbitales p tengan la misma simetría que el HOMO del butadieno.

## Electrociclizaciones de estado excitado
Si la apertura del anillo de 3,4-dimetilciclobuteno fuera llevada a cabo bajo condiciones fotoquímicas, la electrociclización resultante sucedería vía un modo de disociación en vez de un modo conrotatorio, como puede verse por el diagrama de correlación para el las reacciones permitidas de apertura de anillo del estado excitado.
Sólo un modo disrotatorio, en el que la simetría respecto a un plano de reflexión se mantiene a través de la reacción, resultaría en un traslape de orbitales máximo en el estado de transición. Asimismo, una vez más, esto resultaría en la formación de un producto que está en un estado excitado de estabilidad comparable al estado excitado del compuesto reactante.

## Reacciones electrocíclicas en sistemas biológicos
Las reacciones electrocíclicas son abundantes en la naturaleza. Una de las más comunes es la biosíntesis de la vitamina D3.
El primer paso involucra una apertura de anillo conrotatoria, inducida fotoquímicamente, del 7-dehidrocolesterol, para formar provitamina D3. A continuación, una migración de hidruro [1,7] forma la vitamina D3.
Otro ejemplo es en la biosíntesis propuesta de la aranotina, una oxepina natural, y compuestos relacionados.
La epoxidación enzimática de la dicetopiperacina derivada de la fenilalanina conduce al óxido de areno, que sufre una reacción de electrociclización de apertura de anillo disrotatoria 6π para producir la oxepina acíclica. Después de una segunda epoxidación del anillo, el nitrógeno nucleofílico cercano ataca al carbono electrofílico, formando un anillo de cinco miembros. El sistema de anillos resultante es un sistema de anillos común en la aranotina y compuestos relacionados.